# Thierry de Clermont-Tonnerre
Pour les autres membres de la famille, voir Maison de Clermont-Tonnerre.
Thierry de Clermont-Tonnerre (10 janvier 1913 à Paris 8e - 17 août 1975 à Londres) est un haut fonctionnaire et dirigeant d'entreprises français. 

## Biographie
Issu de la branche cadette de la maison de Clermont-Tonnerre, l’une des plus grandes familles nobles du royaume de France remontant au XIe siècle, Marie Amédée Thierry Jean Robert de Clermont-Tonnerre était fils de Marie Amédée Henri Louis, comte de Clermont-Tonnerre (né à Bertangles le 13 décembre 1877 - décédé à Orvillers-Sorel le 30 mars 1918), marié à Paris le 5 décembre 1905 avec Jeanne Marie-Josèphe Thaïs de Kergorlay (née le 28 août 1881 - décédée à Paris le 28 novembre 1941).
Inspecteur des finances, il est lieutenant et aviateur pendant la drôle de guerre et  de la bataille de France en 1939-1940.  Après la capitulation, il revient dans l'administration centrale comme chargé de mission auprès d'Yves Bouthillier, ministre de l'Économie nationale et des Finances dans le gouvernement du maréchal Pétain. Il est ensuite attaché financier, puis administrateur suppléant au FMI, et haut fonctionnaire au Quai d’Orsay, y apportant son expertise économique associée à une maîtrise de l'anglais. Il est notamment conseiller de la délégation françaises aux Nations unies à New-York, puis directeur adjoint des finances extérieures. Européen convaincu, il fait partie, au sein de la haute-administration, des partisans de l'Organisation européenne de coopération économique créée en 1948, et est à ce titre un des contacts privilégiés d'Alexandre Kojève.
Son parcours, son expérience financière, sa connaissance des modes de coopération économique internationale et des langues étrangères lui permettent d'accéder au poste de secrétaire général du comité interministériel pour les questions de coopération économique européenne (SGCI) auprès du gouvernement français de 1951 à 1953,,. En juin 1951, le journal Le Monde le signale également intervenant comme interprète dans une rencontre à l’hôtel Matignon entre Henri Queuille, président du Conseil, Maurice Petsche, ministre des Finances et des Affaires économiques, Averel Harriman, conseiller spécial du président Truman, et David K. E. Bruce, ambassadeur des États-Unis. 
Il poursuit son parcours, avec une proximité de plus en plus forte avec les hommes politiques du  Parti radical-socialiste, en étant notamment directeur de cabinet de Maurice Bourgès-Maunoury, alors ministre des Finances en 1953, puis conseiller technique de celui-ci lorsqu'il devient président du conseil en 1957. Dans ces années 1950, il défend, au grand dam de son ami Michel Debré, l'idée de la Communauté européenne de défense,, une idée chère à Jean Monnet mais qui divise passionnément la classe politique française,.
Rentré dans la carrière privée, il devient associé-gérant de la Banque Lambert et associé-commanditaire-gérant de l'Union financière de Paris (UFP). À la suite d'une acquisition de ce groupe financier, il est choisi comme président-directeur général de Plon en 1963, une maison d'édition vénérable, créée un siècle plus tôt, en 1852, que le Groupe Hachette essayait également d'acquérir. 
Il devient dès lors une personnalité du monde politique et littéraire de Paris, pouvant recevoir à sa table, par exemple, comme le raconte Michèle Cotta, François Mitterrand, alors principal opposant du gaullisme, avec quelques-uns des journalistes-clés de la presse française : Jean-Jacques Servan-Schreiber, Jean Ferniot, et Raymond Tournoux. 
Par l'intermédiaire de l'UFP, il prend également le contrôle des Presses de la Cité (y laissant toutefois Sven Nielsen aux commandes), soit des éditions Julliard, des éditions du Rocher, des éditions La Palatine, de Sequana, des éditions Pauvert… À cet effet est constitué l'Union générale d'éditions, l'une des premières holdings éditoriales française, dont il assure la direction.

### Vie familiale
Il se marie une première fois à Paris (civilement le 19 avril 1940, religieusement le 20 avril 1940, puis divorcé le 30 mars 1949) avec Hélène Anne Marie Léonce de Rohan-Chabot (née à Paris le 26 juillet 1920 - décédée à Levallois-Perret le 30 août 1986), fille de Jacques de Rohan-Chabot, et se marie une deuxième fois à Paris (le 19 octobre 1949) avec Rosanne Tailleferre (née à Neuilly le 30 mars 1922 - décédée à Paris le 7 octobre 1984), et eut cinq enfants :
- Antoine Louis Guy de Clermont-Tonnerre (né à Lyon le 18 juin 1941)
- Renaud Louis Amédée Bernard de Clermont-Tonnerre (né à Paris le 16 octobre 1950), marié à Paris le 4 janvier 1974 avec Gilone, comtesse Boulay de la Meurthe (née à Neuilly le 25 avril 1949), dont :
  - Adélaïde Marie Aimée de Clermont-Tonnerre (née à Neuilly le 20 mars 1976)
  - Hadrien Thierry Amédée Alfred de Clermont-Tonnerre (né à Neuilly le 8 mai 1980), marié à Paris le 24 avril 2010 Philippine Reille (née à Chesnay le 23 décembre 1981), dont :
    - Constantin de Clermont-Tonnerre (né en 2011)
- Anne de Clermont-Tonnerre (née à Paris le 8 août 1954), mariée à Paris le 24 septembre 1974 et divorcée de Norbert, comte de Guillebon (né le 25 août 1948), dont descendance.
- Agnès Jeanne Marie Dorothée de Clermont-Tonnerre (née à Paris le 14 mars 1956)
- Gilles Amédée Louis Dominique de Clermont-Tonnerre (née à Neuilly le 18 juin 1958), marié à Paris le 16 septembre 1980 avec Patricia Aude de Rochechouart de Mortemart (née à Paris le 17 mai 1959), dont :
  - Victorine de Clermont-Tonnerre (née en 1981)
  - Charles-Arthur de Clermont-Tonnerre (né le 20 septembre 1983), marié à Le Roeulx le 13 juin 2009 avec Marguerite, princesse de Croÿ-Roeulx (b.Uccle 10 Jan 1982), à issue
  - Charles-Alexis de Clermont-Tonnerre (né en 1984)
  - Aymeri-Charles de Clermont-Tonnerre (né en 1988)
  - Charles-Axel de Clermont-Tonnerre (né en 1992)